# PlayReady
PlayReady es una tecnología de acceso a contenidos optimizada para ayudar a los operadores móviles, proveedores de servicios, fabricantes y vendedores independientes de software a crear productos y servicios para el entretenimiento digital y el comercio.
Esta tecnología ha sido desarrollada por Microsoft y pretende ser la evolución de Windows Media DRM. El objetivo de estos dos sistemas es el de restringir el acceso a datos y contenidos multimedia (básicamente audio y video), no obstante, PlayReady permite más flexibilidad a los usuarios a la hora de acceder a estos contenidos, y a las empresas, ya que permite diferentes tipos de modelos de negocio.

## Evolución
La tecnología de Microsoft, “Windows Media® DRM”, ha tenido un exponencial crecimiento desde su aparición en 1999, añadiendo soporte para un amplio rango de modelos de negocio. En consecuencia se ha desplegado enormemente en la industria de las computadoras y la electrónica de consumo haciendo que los líderes en telefonía móvil como Nokia, Motorola, Verizon Wireless., y NTT DoCoMo. adopten este sistema.
Microsoft, siguiendo la estela de PlaysForSure. y manteniendo la compatibilidad con Windows Media® DRM, ha querido desarrollar un nuevo sistema que cubra las nuevas necesidades y requerimientos de las operadoras y fabricantes. En consecuencia, Microsoft ha conseguido crear una nueva tecnología de acceso a contenidos específicamente optimizada para la industria de la telefonía móvil y diseñada para la entrega de cualquier archivo digital a dispositivos móviles.

## Funcionamiento
El sistema PlayReady protege los archivos mediante cifrado de datos. De esta forma no hay ninguna necesidad de utilizar unos canales de transmisión de alta seguridad o haciendo los archivos inaccesibles. Como los archivos están cifrados, los datos están protegidas, y por lo tanto se pueden copiar, transmitir y compartir libremente.
PlayReady funciona con un sistema de dominios y licencias. Estas licencias definen cómo se podrá utilizar un archivo y bajo qué condiciones. También es posible adquirir múltiples licencias para un solo archivo. Mientras que una de estas licencias garantice el derecho necesario, el usuario podrá acceder a los datos.
Copiando contenido protegido y compartiéndolo con alguien no significa necesariamente que esta persona pueda utilizarlo hasta que no obtenga la licencia apropiada. No obstante, PlayReady soporta licencias que garanticen que el contenido sea utilizado en una sola máquina o como miembro de un dominio.
Los dominios son entidades virtuales formadas por usuarios. Dentro de estos dominios se garantiza la libre circulación de los contenidos que estén registrados en él. Esto se consigue atando las licencias al dominio en general y no a un dispositivo físico (como sería un reproductor MP4). Como contraejemplo podemos utilizar el sistema de Apple, el iTunes, que solo permite la reproducción y compartición de las canciones y vídeos descargados en el iPod asociado a la librería donde se ha adquirido el archivo.
Este conglomerado de dominios, licencias y usuarios forma parte de lo que Microsoft llama el“Ecosistema de PlayReady”.

## El Ecosistema de PlayReady de Microsoft
Los principales elementos del Ecosistema son los Clientes de PC, los Dispositivos y los Servidores. Los Dispositivos y los Clientes de PC PlayReady son capaces de adquirir contenidos protegidos, interpretar la licencia y forzar las reglas contenidas en ella.
Los Servidores PlayReady incluyen:
- Servidores de Empaquetamiento de Contenidos: Recogen contenido sin protección y lo empaquetan para su distribución. Cuando el contenido se empaqueta, el contenido es protegido y copiado a un Servidor de Distribución y la información de la licencia se transfiere a un Servidor de Licencias.

- Servidores de Distribución: Almacenan y distribuyen los contenidos.

- Servidores de Licencias: Almacenan la información de protección y los derechos de utilización de los contenidos. Antes de reproducir un archivo protegido primero se debe adquirir la licencia, típicamente en estos servidores (puede ser que la licencia se encuentre en el mismo archivo).

- Controladores de Dominio: Determinan qué representa cada dominio (usuarios, familias, o grupos de usuarios, por ejemplo) y mantiene una lista de las entidades asociadas a cada dominio. Definen cuantos dispositivos o PC se pueden registrar en un dominio.

- Servidores Contadores: Estos servidores cuentan las veces que un archivo se reproduce. No afectan al comportamiento del sistema ni registran datos de los usuarios, solo mantienen un cómputo de las reproducciones para poder evaluar acuradamente los royalties (derechos de autor). Cada vez que un dispositivo se conecta a un ordenador o a Internet, el contador se transmite al servidor.

## Características
- Soporta cualquier tipo de contenido, esencialmente multimedia como son juegos, imágenes, música, vídeo y melodías para móviles. Para audio y vídeo soporta los codecs WMA, WMV, AAC, AAC+, enhanced AAC+, H.263, y H.264
- Registro a múltiples Dominios. Beneficiando a los usuarios y a los proveedores de contenidos.
- Licencias incrustadas en los archivos, no adquiridas por separado.
- Retrocompatibilidad con Windows Media® DRM.
- Microsoft ofrece muchas herramientas para desarrolladores (SDK.,[5] Porting Kit, SSDK).
- Soporta múltiples modelos de negocio y opciones de distribución.

### Modelos de negocio
- Subscripción
- Compra
- Pay Per View
- Alquiler
- Gifting(comprar derechos para otro usuario).

### Opciones de Distribución
- Descarga básica y progresiva: A diferencia de la básica, la progresiva no requiere que el archivo se haya descargado totalmente para ser reproducido.
- Streaming
- Sincronización de un PC en un móvil: Permite reproducir archivos descargados a un PC y transferirlos a un teléfono móvil.
- Distribución Wireless en redes de operadoras de telefonía móvil.
- Super-Distribución: Intercambio de archivos entre usuarios.